# Фёдоровское сельское поселение (Узловский район)
Фёдоровское муниципальное образование — упразднённое сельское поселение в Узловском районе Тульской области.
Законом Тульской области от 1 апреля 2013 года № 1933-ЗТО, 25 апреля 2013 года были преобразованы, путём их объединения муниципальные образования Партизанское, Фёдоровское, рабочий посёлок Брусянский и рабочий посёлок Дубовка в Шахтёрское муниципальное образование.

## Населённые пункты
В состав поселения входило 22 населённых пункта
- деревня Фёдоровка — центр поселения
- станция Полунино

Деревни:
- Болотовка
- Большая Полунинка
- Вельмино
- Верховье-Люторичи
- Крутой Верх
- Ламки
- Малая Полунинка
- Марьинка
- Ореховка
- Прилесье
- Сухановка
- Сычевка
- Юлинка

Сёла:
- Высоцкое
- Ивановка

Посёлки:
- Полунинский
- Топки
- Тургеневский
- Федоровский
- Щербаковский